# Necròpoli de Son Hereu - Ses Pletes Obertes
La necròpoli de Son Hereu - Ses Pletes Obertes és un jaciment arqueològic, constituït per una necròpoli romana, descobert el 1947 al lloc anomenat Ses Pletes Obertes de la possessió de Son Hereu, al municipi de Llucmajor, Mallorca.
Amb els treballs de rompuda de Ses Pletes Obertes a mitjans del segle XX s'hi trobaren enterraments per inhumació i per incineració, els primers en urnes funeràries de marès i els altres entre lloses planes poc treballades. Juntament amb ells s'hi trobaren ceràmiques fetes a mà i amb torn. Una de les urnes en contenia una altra de plom al seu interior, de la qual s'han conservat petites mostres. Les urnes estaven enterrades uns 40 cm de fondària o menys. Se'n han conservat tres, una amb peus laterals i mostres del seu interior (ossos i terra fina), té 53 cm de llarg, entre 28 i 34 cm d'ample, i 19 cm de fondària, amb un gruix de les parets de 8 cm a les parts més gruixades. Entre les peces de ceràmica hi ha vasos, gerros i ungüentaris amb restes de pintura de color roig. Just al costat d'aquest jaciment s'hi construí la carretera que enllaçava Llucmajor amb s'Arenal; posteriorment s'hi construí just pel mig del jaciment la línia ferroviària que unia Palma amb Llucmajor a principis del segle xx, i que deixà de funcionar el 1964. A principis del segle XXI part de la zona ha quedat afectada també per la construcció d'un nus d'enllaços de l'autopista que uneix Palma amb Llucmajor (Ma-19).